# Абу'л-Касім Унуджур
Абу'л-Касім Унуджур ібн аль-Іхшид (*أبو القاسم أنوجور بن الإخشيد, д/н —961) — валі Єгипту, південної Сирії та Хиджазу у 946—961 роках.

## Життєпис
Походив з династії Іхшиди. Син Мухаммада ібн Тугджа. Дата народження невідома, втім знано, що на момент смерті батька у 946 році той був ще малим. З огляду на це реальна влада опинилися в руках візира Абу Бакра ал-Мадара та опікуна Унуджура — Абу аль-Міск Кафура. Їхня взаємна ворожнеча вносить розлад у все політичне життя Єгипту.
Цим скористався Сайф ад-Даула Хамданід, який захопив Дамаск, незабаром усю південну Сирію. У 947 році війська Іхшидів повернули собі ці землі, але в цей час почалося велике повстання в Верхньому Єгипті на чолі з Галбуном, правителем Ашмуніна. Останньому вдалося зайняти столицю Фустат, проте у 948 році його було розбито.
Фактично влада в країні після цього перейшла до Кафура. Унуджур отримував від нього 400 тис. динарів щорічного утримування, той не мав ніякого впливу на справи, займаючись бенкетами і гаремом.
У 958 році, після досягнення повноліття, Унуджур при підтримці свого оточення здійснив спробу відсторонити Кафура від влади, але не досяг успіху внаслідок втручання матері. У грудні 960 року валі було отруєно за наказом опікуна. Владу передано братові померлого — Абу'л-Хасан Алі.